# Thalassiosaurus
Thalassiosaurus là một chi thằn lằn cổ rắn, được Welles mô tả khoa học năm 1953.